# First Blood Last Cuts
First Blood... Last Cuts es el primer álbum recopilatorio de la banda estadounidense W.A.S.P., publicado en 1993. Además de contener algunos éxitos de la agrupación, el disco incluye dos nuevas grabaciones: "Sunset and Babylon" y "Rock and Roll to Death".

## Lista de canciones
- Todas escritas por Blackie Lawless, excepto donde se indique.

| N.º | Título                                         | Escritor(es)                               | Duración |  |
| 1.  | «Animal (Fuck Like a Beast)»                   |                                            | 3:06     |  |
| 2.  | «L.O.V.E. Machine» (Remix)                     |                                            | 3:54     |  |
| 3.  | «I Wanna Be Somebody»                          |                                            | 3:35     |  |
| 4.  | «On Your Knees» (Remix)                        |                                            | 3:48     |  |
| 5.  | «Blind in Texas» (Remix)                       |                                            | 4:22     |  |
| 6.  | «Wild Child» (Remix)                           | Chris Holmes, Blackie Lawless              | 5:10     |  |
| 7.  | «I Don't Need No Doctor» (Remix)               | Jo Armstead, Nick Ashford, Valerie Simpson | 3:28     |  |
| 8.  | «The Real Me»                                  | Pete Townshend                             | 3:20     |  |
| 9.  | «The Headless Children»                        |                                            | 5:48     |  |
| 10. | «Mean Man»                                     |                                            | 4:52     |  |
| 11. | «Forever Free»                                 |                                            | 5:10     |  |
| 12. | «Chainsaw Charlie (Murders in the New Morgue)» |                                            | 7:50     |  |
| 13. | «The Idol»                                     |                                            | 8:41     |  |
| 14. | «Sunset and Babylon»                           |                                            | 3:34     |  |
| 15. | «Hold on to My Heart»                          |                                            | 4:24     |  |
| 16. | «Rock and Roll to Death»                       |                                            | 3:48     |  |